# André Leducq
André Leducq (n. 27 februarie 1904, Saint-Ouen, Seine, Franța – d. 18 iunie 1980, Marsilia, Franța) a fost un ciclist francez, medaliat olimpic. A participat la o ediție a Jocurilor Olimpice (1924) în care a câștigat o medalie de aur.